# 国語教育
国語教育（こくごきょういく）とは、その国における主要な言語（国語）についての教育活動・内容などの総称。
本項目では、主として日本における教科「国語」に関連のある理論・実践・歴史などについて取り扱う。現在の学校教育における教科「国語」自体については「国語 (教科)」を参照。

## 概念
日本において「国語教育」という用語は、通常（日本語が母語であることを前提に）日本人になされる日本語の教育を指す。日本以外の国においても、その国の国語の教育は当然存在するが、それを「国語教育」と呼ぶことはほとんどない。例えば、アメリカやイギリスでは、英語の教育はEnglish education（英語教育）と呼ばれる。他方、日本の「国語教育」に相当する英訳“Japanese Education”は直訳すれば「日本語教育」となるが、この用語は、主として日本人以外に対して行われる日本語の教育を指すものである。
なお、国語教育のなかで特定の領域について考えるときには、「漢字教育」「文学教育」などと細分化される場合がある。また、国語教育全般を取り扱う研究分野は「国語教育学」と呼ばれ、教育学（教科教育学）の一分野として位置づけられる。

### 学校教育における教科「国語」の目標
日本の学校教育においては、教科「国語」において、読む・書く・聞く・話すといった日本語に関する技能や言語感覚の育成を目的にして教育がなされる。とりわけ、低学年の頃には漢字や語彙の学習とともに音読に力がおかれ、学年があがるにつれて文学鑑賞の比重が高くなる傾向にある。中学校以降は古典文学（古文と漢文）も登場し、それらを読む能力を養うことが含まれるようになる。平成20年改定の小学校学習指導要領により、平成23年度から小学校においても古典教材を扱うことになった。そこでは伝統的な言語文化に触れることが重要であるとされている。
日本における従来の国語教育は、近現代文学は文学的な教材の読解、古典文学は暗記重視、文学鑑賞などの受け身の授業が多いなどの批判があり、契約書やマニュアルなど論理的な文書の読解を科目として新設することも計画されている。

### 日本語教育との違い
|                | 国語教育                                                                               | 日本語教育 |
| -------------- | -------------------------------------------------------------------------------------- | --- |
| 日本語の捉え方 | 日本国で使用している日本の言語                                                         | 世界の言語の1つ |
| 学習者         | 日本語が母語である人。主たる対象は、学齢期の子どもたち。                               | 日本語が外国語、第二言語である人。年齢は問わない。ただし日本語が母語であっても日本国外で生まれ育った人は日本語教育の対象になる場合もある。 |
| 目的           | 母語としての日本語をより良く使用できるようになること。また、思考能力を向上させること。 | 外国語（あるいは第二言語）としての日本語を学習者のニーズに応じたレベルに到達させること。                                                   |
| 文法           | 国文法（学校文法）                                                                     | 日本語教育用の文法 |
| 教師           | 学校で教える場合、教員免許状が必要である。                                             | 日本国内においては免許制度はない。 |

## 課題

### 学力に関する課題
近年行われた国際的な学力調査（PISA）において、日本の子供の読解力が数学・理科の学力に比べ国際的な順位が低く、また低下傾向にあるという結果が明らかとなった。現代の国語教育における主要な課題の1つであるとともに、出版業界における「活字離れ」にも影響するといわれている。ただし、PISAが測定する読解力は国語教育が目指すそれとは性格が異なるとする見解もある。詳しくは学力低下、読解を参照。
また、上記のほか、敬語を中心とした若者の言葉遣い（日本語の乱れ）、コミュニケーションやプレゼンテーションにおける能力、大学生の論文作成能力など、リテラシーに関する数多くの能力の不足が問題視される傾向にあり、これらも国語教育における課題となっている。

### 教員養成に関する課題
日本で中学校・高等学校「国語」の免許を取得する際には、教育職員免許法施行規則第四条および第五条に基づき、次の内容を含む科目を規定単位数以上履修する必要がある。2010年現在、中学校・高等学校「国語」の免許は多くの教員養成系・人文科学系の大学・学部（通信教育を含む）で取得可能である。
| 国語学 | 日本語を対象とした言語学。原則として他言語との対照・比較は視野には入れない。音声言語及び文章表現に関するものも含む |
| 国文学 | 日本の作品を対象とした文学。国文学史を含む                                                                         |
| 漢文学 | 漢文で書かれた文学                                                                                                 |
| 書道   | 書写中心。中学校免許においてのみ必要                                                                               |

このほか、第六条第四欄に規定されている「各教科の指導法」として、「国語」の指導法（国語科教育法などと呼ばれる。基本的には、国語教育学を含む）を履修する必要がある。日本語における作文や読書などの指導法は、この領域で取り扱われる。
なお、国語担当の教師には評論文読解などの場面で幅広い教養が求められるが、所属する学部・専攻の関係上人文科学分野（特に文学領域）に特化しがちである。また最近では「国語」の目標において「話す」が重視されるようになっており、近年の国語の教科書ではディベートや討論、プレゼンテーションなどに関する記述も見られ、これらを指導する能力も求められる。ただしこれらは教科専門というよりは教職専門（教育心理学・教育方法学など）で取り扱われる内容であるため、国語の教員免許を取得したからといって必ずしも専門的な教育を受けていない点に注意が必要である。